# 拜席
拜席乃为婚宴上新人在男女傧相的引导下，从首席开始依次向来宾敬酒，向每位来宾致谢。
旧时中國的婚宴上，若新人双亲年事已高，不胜酒力，加之因妇女缠足之陋習，无法一气坚持到完成向数十位、愈百位、甚至数百位来宾敬酒之拜席礼，新人代其行拜席礼实为尽孝道之举。部分地区行拜席礼时有新娘须逐桌逐位为长辈和客人斟酒，酒要斟满又不可淌出之婚俗礼仪。若新娘不胜酒力，新郎则须为新娘代饮，但连饮数十盅、愈百盅、甚至数百盅酒也会让人难以支撑，因此各地之婚俗礼仪均允许新人行拜席礼时可用非酒精饮料代酒，大多數地區被敬酒的宾客一般只能饮酒，不能以其他非酒精饮料代酒。而香港、澳門則無賓客必須飲酒之規定。